# 梅峰岩
梅峰岩，位于中国广东省汕头市潮阳区西胪镇乌岩村，现为潮阳区文物保护单位，类型为其他，公布时间为1992年4月7日。
梅峰岩的历史年代为唐代。